# Liber Liber
Liber Liber est une association dont l'objectif est de promouvoir le libre accès à la culture. En activité depuis 1993, elle a été officiellement fondée le 28 novembre 1994[Où ?] par Marco Calvo (président), Gino Roncaglia, Paolo Barberi, Fabio Ciotti et Marco Zela. Le 28 juillet 2019, à la suite de la réforme du tiers secteur de 2017, elle est devenue une organisation bénévole ; l'association participe à la réalisation de divers projets, tous orientés vers le partage et la diffusion des connaissances en ligne.

## Projets

### Projet Manuzio
Il s'agit d'une bibliothèque numérique en libre accès qui porte le nom du typographe et éditeur de la Renaissance Alde Manuce. Il s'agit de l'une des premières initiatives de ce type en Italie et elle est active depuis 1993. En 1998, elle comptait 293 textes sur le web, 800 accès quotidiens et 7 sites miroirs; dix ans plus tard, en 2009, les textes disponibles étaient passés à 2 000 et les lecteurs à un demi-million par mois ; en novembre 2017, elle compte plus de 3 000 œuvres numérisées, grâce au travail d'une " petite armée " d'amanuensis bénévoles qui paginent " avec un soin minutieux et un respect philologique du texte original ". Les textes qu'il contient sont principalement des classiques de la littérature italienne et étrangère (traduits en italien) qui sont aujourd'hui hors droits. Il y a aussi - avec l'autorisation des ayants droit - quelques œuvres contemporaines. La fiabilité des textes est continuellement vérifiée par des contributeurs volontaires, avant la publication sur la plateforme et après, grâce au projet LiberCorrige, qui permet de signaler et de corriger les éventuelles erreurs.

#### La couverture bleue et les formats
Historiquement, les livres disponibles sur Liber Liber ont été proposés dans trois formats : .txt, .rtf, pdf. Les livres au format rtf ont une couverture bleue typique avec une colombe. Une fois le fichier décompressé, la couverture fait une douzaine de Mo : par exemple, dans le cas de la Divine Comédie, elle est une douzaine de fois plus lourde que le texte qu'elle contient. La disproportion est fortement réduite (2/3) si l'on considère les archives compressées.
En avril 2009, il a été annoncé que le format .rtf serait abandonné et remplacé par le format .odt (le OpenDocument utilisé par OpenOffice.org). L'abandon du format .rtf, considéré comme un format « obsolète et inefficace », au profit du format ouvert .odt ne crée aucun inconvénient pour ceux qui peuvent télécharger Open Office, qui est librement téléchargeable. Dans les lieux publics (bibliothèques, écoles, universités, cybercafés) où OpenOffice n'est pas disponible et où l'utilisateur n'est pas autorisé à installer de nouveaux logiciels, l'utilisateur ne pourra utiliser que le format texte ou .pdf.
Avec la naissance du projet Griffo, en février 2012, la mise en page de toute la bibliothèque numérique en format ePub a commencé.

### Projet Griffo
Le projet Griffo vise à convertir l'ensemble de la bibliothèque numérique du projet Manuzio au format standard ouvert ePub.

### LiberGNU
L'initiative LiberGNU, fruit d'une collaboration avec le projet GNUtemberg, a été lancée en 2001 pour encourager la création de logiciels libres et du domaine public pour l'édition et la lecture de livres électroniques. Actuellement, le projet a été archivé ou suspendu indéfiniment.

### LiberMusica
Il s'agit d'une bibliothèque audio avec des milliers de fichiers musicaux gratuits, contenant pour la plupart les grands classiques (Chopin, Puccini, Verdi, etc.). Les fichiers sont disponibles au format MP3, Ipod/M4B ou Ogg.

### Open Alexandria
Le nom du projet est inspiré de l'ancienne bibliothèque d'Alexandrie. L'espoir est de pouvoir créer, pour le Web, un outil de catalogage et de recherche de connaissances qui couvre le rôle qu'avait la grande bibliothèque hellénistique dans le monde antique, qui rassemblait en un seul lieu les ouvrages les plus importants dans tous les domaines. Les contenus diffusés sur le Web se trouvent souvent sur des sites qui ne sont pas interopérables entre eux, et ne sont pas toujours facilement indexés par les moteurs de recherche. Ces difficultés pourraient être surmontées par la conception d'une plate-forme à source ouverte qui permettrait l'utilisation intégrée de contenus provenant de diverses sources. Pour atteindre cet objectif, Open Alexandria cherche à promouvoir la mise en œuvre du protocole gratuit OAI-PMH, développé par le groupe Open Archives Initiative, qui permet aux plateformes qui l'adoptent d'interagir entre elles. Afin de cataloguer efficacement les contenus, Open Alexandria propose également l'adoption d'un identifiant unique universel pour remplacer les différents systèmes utilisés aujourd'hui, comme l'ISBN.Wikimedia Italia (le chapitre italien de la Fondation Wikimedia) collabore au projet, avec certaines universités italiennes.

### Libro parlato
Le projet vise à créer des livres audio lus par des acteurs et des bénévoles et disponibles en téléchargement gratuit au format MP3.

### LibriLiberi
Il s'agit d'une initiative inspirée du phénomène du bookcrossing, qui consiste à "libérer" des livres dans des espaces publics (gares, parcs, bancs) où ils peuvent être trouvés et lus par d'autres personnes, qui à leur tour les remettent en circulation ou les remplacent par d'autres livres. Les livres ainsi libérés sont reconnaissables par un logo.

### Théâtre
Il s'agit de l'un des projets les plus récents. Par ce biais, LiberLiber vise à élargir son offre culturelle en mettant à disposition des films de représentations théâtrales.